# Pachyolpium granulatum
Pachyolpium granulatum är en spindeldjursart som beskrevs av Beier 1954. Pachyolpium granulatum ingår i släktet Pachyolpium och familjen Olpiidae. Inga underarter finns listade i Catalogue of Life.